# محمدحسن باستان حق
محمد حسن باستان حق (زاده ۱۳۲۴) نخستین رئیس دانشگاه علوم پزشکی تهران پس از انقلاب فرهنگی و نوزدهمین رئیس پس از پایه‌گذاری آن بوده است.

## زندگی‌نامه
محمد حسن باستان حق در یکی از محله‌های شاهپور متولد شد و در دبیرستان‌های محمدعلی فروغی و ادیب تهران تحصیل کرد و دیپلم طبیعی خود را در سال ۱۳۴۲ از دبیرستان ادیب تهران دریافت کرد. وی دوره سه ساله علوم آزمایشگاهی را در دانشگاه تهران گذراند و در خرداد ۱۳۵۲ موفق به دریافت درجه دکتری پزشکی از دانشگاه اصفهان شد.
وی دستیاری داخلی را در دانشگاه تهران در دانشکده پزشکی (بیمارستان دکتر شریعتی ) شروع کرد؛ و در آبان ماه ۱۳۵۸ در امتحانات بورد داخلی قبول شد. وی در دی ماه ۱۳۶۰ با حکم استادیار در بیمارستان دکتر شریعتی بخش غدد شروع به کار نمود و در سال ۱۳۶۱ به سمت رئیس بیمارستان دکتر شریعتی منصوب شد.
وی در تیر ماه سال ۱۳۶۴ از طرف دکتر فرهادی رئیس موقت دانشگاه به سمت رئیس دانشکده پزشکی مشغول به کار شد. باستان حق با حکم دکتر علیرضا مرندی در مرداد ۱۳۶۵ به سمت اولین رئیس دانشگاه علوم پزشکی تهران مسئولیت سازماندهی و تشکیل دانشگاه را تا مرداد ۱۳۷۶ عهده دار شد.

## سوابق تحصیلی
- دکتری پزشکی دانشگاه علوم پزشکی اصفهان ۱۳۵۲
- متخصص بیماریهای داخلی دانشگاه علوم پزشکی تهران ۱۳۵۸
- فوق تخصص بیماریهای غدد ۱۳۶۶

## سوابق اجرایی
- رئیس بیمارستان دکتر شریعتی (۱۳۶۳–۱۳۶۱)
- رئیس دانشکده پزشکی (۱۳۶۴)
- رئیس دانشگاه علوم پزشکی تهران (۱۳۷۶ – ۱۳۶۵)
- عضو هیئت بورد بیماری‌های داخلی (۱۳۷۶–۱۳۶۵)
- عضو هیئت بورد فوق تخصص غدد (۱۳۷۲–۱۳۸۳)
- عضو گزینش استاد (علمی) وزارت بهداشت (۱۳۷۴–۱۳۸۳)
- عضو کمیته بالینی هیئت مرکزی (۱۳۷۴–۱۳۸۳)
- کمیته منتخب هیئت‌های امنا وزارت بهداشت (۱۳۷۰–۱۳۸۳)
- عضو شورای پزشکی وزارت بهداشت (۱۳۷۰–۱۳۸۳)
- عضو هیئت عالی نظام پزشکی (۱۳۷۸–۱۳۸۳)
- عضو شورایعالی نظام پزشکی (۱۳۷۵–۱۳۸۳)[۲]

## زمینه‌های تحقیقاتی
محمد حسن باستان حق دارای مقالات متعددی در زمینه‌های دیابت، تیروئید و استئوپورز می‌باشد:
- مقایسه اثربخشی دسموپرسین خوراکی با شکل اسپری آن در درمان دیابت بی‌مزه مرکزی
- بررسی تأثیر فاکتور رشد اپیدرمال موضعی در تسریع بهبود زخم پای دیابتی
- درمان گره داغ تیروئید با تزریق اتانول از راه پوست؛ پیگیری دو ساله
- بررسی اثرات شکل خوراکی انسولین تهیه شده از پلیمرهای SPH و SPHC بر روی سطح *سرمی قند و انسولین و پپتید C در داوطلبان سالم
- میزان افت PTH بلافاصله پس از عمل جراحی پاراتیروئیدکتومی در هیپرپاراتیروئیدیسم
- بررسی جنبه‌های بالینی و تشخیصی فئوکروموسیتوم در بیماران بستری شده در ۵ بیمارستان دانشگاه علوم پزشکی تهران[۳][۴]

## درگذشت
محمدحسن باستان حق جمعه ۲۵ دی ۱۳۸۳ در سن ۵۹ سالگی به دنبال یک دوره بیماری سخت درگذشت.

## جایزه اخلاق پزشکی
در سیزدهمین جشنواره ابن سینا که در بهمن ۱۳۹۰ با حضور معاون تحقیقاتی و فناوری وزیر بهداشت، رئیس دانشگاه علوم پزشکی تهران، استادان و محققان برگزار شد جایزه اخلاق پزشکی به دکتر باستان حق اهدا شد. احسان باستان حق فرزند دکتر محمدحسن باستان حق، به نیابت از پدر جایزه را دریافت کرد.